# The Baron Trump Adventures
Pour plus de détails, voir Fiche technique et Distribution.
The Baron Trump Adventures est un film fantastique américain écrit et réalisé par Leigh Scott, sorti en 2017. Il met en vedette dans le rôle principal Sasha Jackson.

## Synopsis
Le film est basé sur les romans du baron Trump, deux romans pour enfants écrits en 1889 et 1893 par l'auteur et avocat américain Ingersoll Lockwood. Lockwood a publié en 1889 le premier roman, Travels and adventures of Little Baron Trump and his wonderful dog Bulger. La suite, Baron Trump's Marvelous Underground Journey, est parue en 1893. Les romans racontent les aventures du garçon allemand Wilhelm Heinrich Sebastian Von Troomp, qui se fait appeler « Baron Trump ». Il découvre d’étranges civilisations souterraines, offense les indigènes, fuit ses ennuis avec les femmes locales et répète ce schéma jusqu’à son retour à Castle Trump. Les romans sont restés méconnus jusqu'en 2017, date à laquelle ils ont été redécouverts par les utilisateurs du forum Internet, puis par les médias, qui ont souligné les similitudes entre le protagoniste et le président des États-Unis Donald Trump, dont le fils s’appelle Barron Trump.

## Fiche technique
- Réalisation : Leigh Scott

" Date de sortie : 2017

## Distribution
- Sasha Jackson : La reine Galaxa[2]

## Production
Le cinéaste Leigh Scott, qui est un partisan de Trump, a planifié en juillet 2017 une campagne de crowdsourcing pour produire une adaptation cinématographique des romans du Baron Trump.
Le film est sorti le 9 décembre 2017 aux États-Unis, son pays d’origine.